# Leibniz-Institut für Naturstoff-Forschung und Infektionsbiologie
Das Leibniz-Institut für Naturstoff-Forschung und Infektionsbiologie – Hans-Knöll-Institut (HKI) ist eine außeruniversitäre Forschungseinrichtung mit Sitz auf dem Beutenberg Campus in Jena und der anwendungsorientierten Grundlagenforschung im Fach der Lebenswissenschaften zuzuordnen. Das Institut ist Mitglied der Wissenschaftsgemeinschaft Gottfried Wilhelm Leibniz (WGL). Das HKI wird in privater Rechtsform als eingetragener Verein geführt.

## Geschichte
Die Gründung des heutigen Instituts geht auf Hans Knöll und den Anfang der 1940er Jahre zurück. Im Jahr 1942 realisierte Knöll in Jena die erste großtechnische Penicillin-Produktion auf dem europäischen Festland. Unter seiner Leitung als erster Direktor des VEB Jenapharm wurde auf dem Beutenberg das „Institut für Mikrobiologie und experimentelle Therapie“ (IMET) erbaut und 1953 eröffnet. Im Jahr 1956 erfolgte die Übernahme des IMET durch die Deutsche Akademie der Wissenschaften zu Berlin und 1970 wurde das Institut umbenannt in Zentralinstitut für Mikrobiologie und experimentelle Therapie (ZIMET).
Nach der Wende und nach der Auflösung der Akademie der Wissenschaften der DDR wurde mit Wirkung zum 1. Januar 1992 das heutige Institut neu gegründet. Aufgrund einer Empfehlung des Wissenschaftsrates im Jahr 2000 wurde das HKI in die vom Bund und den Ländern gemeinsam getragenen Förderung als Blaue Liste-Einrichtung aufgenommen. Das HKI wurde am 1. Januar 2003 Mitglied der Leibniz-Gemeinschaft.
Seit 2005 trägt das Institut den Namen „Leibniz-Institut für Naturstoff-Forschung und Infektionsbiologie – Hans-Knöll-Institut“.

## Forschung und Entwicklung
Schwerpunkt der Forschung im HKI ist die Suche nach Mikroorganismen sowie ihre Charakterisierung und die Erforschung der Kommunikation mit ihren Wirtsorganismus. Die biotechnologische Gewinnung von Naturstoffen ist ein weiterer Arbeitsschwerpunkt. Die dazu erforderlichen Technologien werden zur Patentreife gebracht und in Kooperation mit Industriepartnern umgesetzt. Das Institut übernimmt damit die Funktion einer Transferstelle zwischen Grundlagenforschung und technischer Anwendung. Die enge Verflechtung der Arbeitsgruppen erlaubt eine durchgängige Arbeitsweise, die auch die Ausgründung eigener Firmen erleichtert. Bislang sind sieben Unternehmen auf Grundlage des HKI-Know-how entstanden.

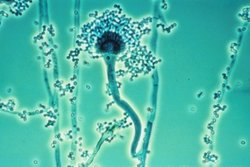
Aspergillus fumigatus

Die klassische Naturstoff-Forschung, deren Schwerpunkt am HKI die niedermolekularen Naturstoffe als Mediatoren der biologischen Kommunikation bilden, wurde im Lauf der Jahre schrittweise durch moderne Methoden der Zell- und Molekularbiologie ergänzt. Im Mittelpunkt der Grundlagenforschung steht die Infektionsbiologie. Im Focus der Infektionsbiologie stehen die human-pathogenen Pilze Candida albicans und Aspergillus fumigatus, sie sind die Verursacher von Mykosen, die schwer behandelbar sind.
Durch die Verbindung beider Bereiche – Naturstoff-Forschung und Infektionsbiologie – ergeben sich synergistische Effekte, die sowohl ein besseres Verständnis von lebensbedrohlichen Infektionen als auch die Erschließung neuer therapeutisch wirksamer Substanzen ermöglichen.

## Kooperationen
Das HKI arbeitet eng mit der Friedrich-Schiller-Universität Jena (FSU) zusammen. Die Abteilungsleiter des HKI sind in der Regel Professoren der Biologisch-Pharmazeutischen Fakultät der FSU.
Neben zahlreichen nationalen Forschungskooperationen, pflegt das HKI internationale Forschungskooperationen mit über 60 Partnern und hat einige industrienahe Abteilungen erfolgreich ausgegründet.

## Infrastruktur
Seit 2005 ist Axel A. Brakhage Leiter des Instituts als Wissenschaftlicher Direktor, Administrative Direktorin ist Elke Jäcksch.
Im Institut arbeiten über 300 Personen, davon mehr als 100 Doktoranden.
Der Gesamtetat des Instituts lag 2006 bei 15,1 Millionen Euro, davon wurden rund 11,3 Millionen Euro im Rahmen der Grundfinanzierung je zur Hälfte vom Bund (BMBF) und von den Ländern getragen.